# 조쉬 브레너

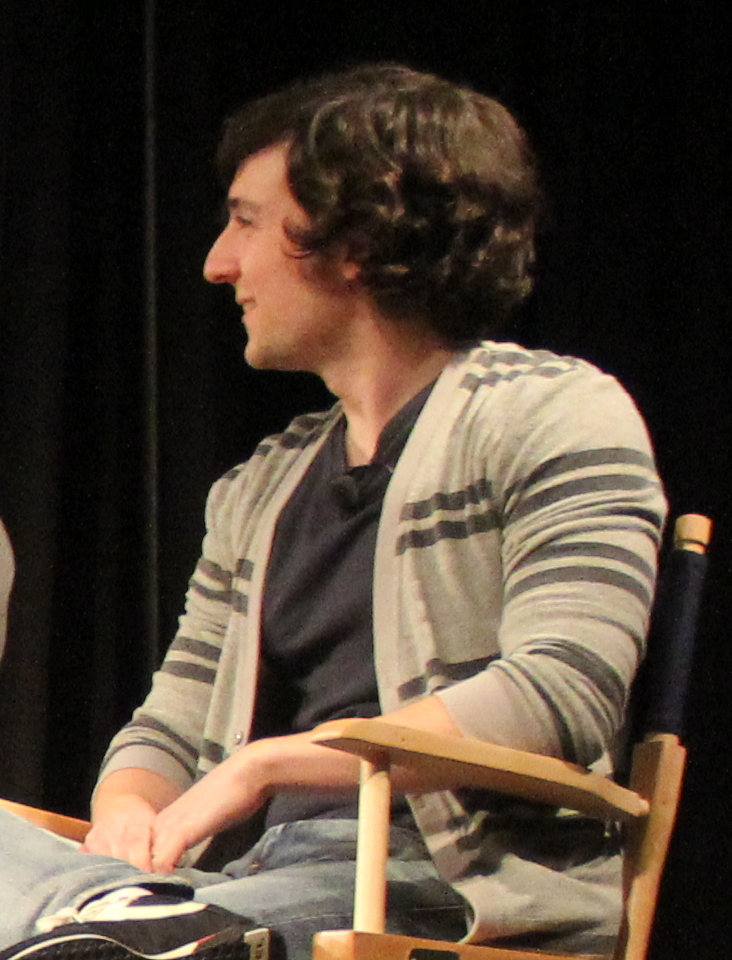

조시 브레너(Josh Brener, 1984년 10월 1일 ~ )는 미국의 배우이다.
휴스턴에서 태어났다.

## 출연 작품

### 영화
- 프론트 러너 (2018년)
- 웨얼즈 더 머니 (2017년)
- 비-롤 (2016년) - 앤디 역
- 더 벨코 익스페리먼트 (2016년) - 키이스 맥루어 역
- 베이크드 인 브루클린 (2016년) - 데이비드 역
- 맥스 스틸 (2016년) - 스틸 목소리 역
- 내 완벽한 남사친의 비밀 (2016년) - 루크 역
- 더 럼퍼버츠 (2015년)
- 짐 & 헬렌 포에버 (2015년)
- 웰컴 투 해피니스 (2015년) - 리플리 역
- 인턴십 (2013년) - 라일 역
- 글로리 데이즈(영어판) (2010년) - 잭 밀러 역

### 텔레비전
- 마론 시즌3
- 실리콘 밸리 시즌2
- 101 달마시안 스트리트
- 삼체 - 켄트 역